# Oxybutynine
Oxybutynine is een anticholinerg geneesmiddel voor de behandeling van de symptomen van overactieve blaas, waaronder urine-incontinentie en pollakisurie (vaker, maar niet meer plassen dan normaal). Het vermindert de spierspanning van inwendige sluitspier van de blaas zodat de blaas kan uitzetten en meer urine kan bevatten.
Oxybutynine kan oraal toegediend worden in tabletten of stroop, die het hydrochloridezout van de actieve stof bevatten, of transdermaal via een pleister of gel. Het is ook verkrijgbaar als generiek geneesmiddel.

## Chemisch
Oxybutynine heeft een chiraal centrum en komt voor in een (R)- en een (S)-enantiomeer. De (R)-enantiomeer is de meest actieve van de twee enantiomeren, maar commerciële producten bevatten de racemaat, die praktisch even goed werkt als zuiver (R)-oxybutynine.
| Enantiomeren van oxybutynine | Enantiomeren van oxybutynine |
| ---------------------------- | ---------------------------- |
| CAS-Nummer: 119618-21-2      | CAS-Nummer: 119618-22-3      |

## Bijwerkingen
Vaak tot zeer vaak voorkomende bijwerkingen zijn: droge mond; hoofdpijn; duizeligheid; constipatie; jeuk, pijn of ontsteking op de plaats van toepassing (bij transdermaal gebruik).